# Autonomic Computing
Autonomic Computing ist ein seit Anfang des 21. Jahrhunderts in erster Linie von der Firma IBM als Begriff verwendetes Paradigma, welches Möglichkeiten der Selbst-Konfiguration, -Optimierung und -Heilung, insbesondere aus Unternehmenssicht (und damit auch Kostenaspekte) umfasst.
Dennoch ist der Ansatz des Autonomic Computing nicht zu verwechseln mit dem anspruchsvolleren Autonomous Computing bzw. Systemen der Künstlichen Intelligenz oder Robotik bzw. der entsprechenden Untersuchung von Selbstorganisation in der Kognitionswissenschaft.
Der Grundgedanke von Autonomic Computing ist nicht neu – Fehlererkennung und Fehlertoleranz etwa sind grundsätzliche Leistungsmerkmale von Computer(teil)systemen. Autonomie an sich ist sogar eine der zentralen Techniken der Softwarearchitektur. Die Weiterentwicklung der Autonomie als Grenze zwischen Systemen vollzieht sich beispielsweise in Serviceorientierten Architekturen. Die dortige Interpretation des Begriffes der Autonomie ist aber schwächer, denn sie bezieht sich nicht auf Selbstorganisierende Systeme.
Neu am Autonomic Computing ist also der Anspruch und die ingenieurmäßige Sichtweise der Selbstorganisation sowie die Einsatzebene. Letztere erfolgt aus Gesamtsicht des Unternehmens, bzw. von Gesamt- und nicht nur Teilsystemen.
Selbstmanagement in diesem Sinne setzt sich aus vier Prinzipien zusammen, die auch als Self-CHOP bezeichnet werden:
- Self-configure („Selbstkonfiguration“), automatische Konfiguration von Komponenten
- Self-heal („Selbstheilung“), automatische Entdeckung und Korrektur von Störungen
- Self-optimize („Selbstverbesserung“), automatische Beobachtung und Steuerung von Ressourcen um deren bestmögliches Funktionieren in Hinsicht auf die definierten Anforderungen zu ermöglichen
- Self-protect („Selbstschutz“), vorausschauende Erkennung von Angriffen und Schutz vor Angriffen

## Reifegrade der Autonomie
Dementsprechend können fünf Reifegrade einer Unternehmens-IT unterschieden werden:
- Grundlegend, bei dem die einzelnen Bestandteile der IT-Infrastruktur getrennt gewartet und betrieben werden.
- Geleitet, wo System-Management Werkzeuge benutzt werden, um die Information zentral(er) zu sammeln.
- Vorhersagend, wobei mit Hilfe von Analysemethoden und -Werkzeugen mögliche Szenarien vorab durchgerechnet werden können ("Was-wäre-wenn").
- Adaptiv, wo Computersysteme automatisiert Aktionen aufgrund von Informationssystemen und extrahiertem "Wissen" starten können.
- Autonom, ist eine vollständig von Anforderungsbeschreibungen und definierten Zielen getriebene IT-Infrastruktur.